# Капранов Григорій Матвійович
Григорій Матвійович Капранов (1906, село Колобово Ковровського повіту, тепер Івановської області, Російська Федерація — 26 травня 1960, місто Москва, тепер Російська Федерація) — радянський партійний діяч, 1-й секретар Івановського обласного комітету ВКП(б). Депутат Верховної Ради СРСР 2-го скликання.

## Біографія
Народився в родині робітників-текстильників. З 1922 року працював робітником Івановської текстильної фабрики. Закінчив робітничий факультет.
Член ВКП(б) з 1932 року.
У 1932 році закінчив Московський текстильний інститут.
З 1934 року — директор текстильної фабрики; головний інженер і заступник керуючого тресту; заступник начальника Головного управління бавовняної промисловості Івановської області.
До березня 1940 року — 1-й секретар Шуйського міського комітету ВКП(б) Івановської області.
У березні 1940—1941 роках — 3-й секретар Івановського обласного комітету ВКП(б).
У 1941 — серпні 1944 року — 2-й секретар Івановського обласного комітету ВКП(б).
У серпні 1944 — лютому 1947 року — 1-й секретар Івановського обласного комітету ВКП(б). Одночасно з серпня 1944 до лютого 1947 року — 1-й секретар Івановського міського комітету ВКП(б).
У 1947—1952 роках — 1-й заступник міністра легкої промисловості Російської РФСР.
З 1952 до 26 травня 1960 року — 1-й заступник міністра соціального забезпечення Російської РФСР.
Раптово помер 26 травня 1960 року. Похований на Новодівочому цвинтарі міста Москви.

## Нагороди
- орден Вітчизняної війни І ст.
- орден Трудового Червоного Прапора
- медаль «За доблесну працю у Великій Вітчизняній війні 1941—1945 рр.»